# Elpusztíthatatlanok
Az Elpusztíthatatlanok (eredeti cím angolul: They Live) című filmet John Carpenter rendezte 1988-ban. A forgatókönyvet Ray Nelson 1963-ban megjelent Eight O’Clock in the Morning című regénye alapján Carpenter írta. A film főszereplőjének Roddy Pipernek ez volt az első fontos filmszerepe. Piper profi pankrátorként szerzett hírnevet magának, és az első visszavonulása után készült a film. John Carpenter neki szánta a főszerepet, mert egy olyan emberre volt szüksége, aki fizikailag és mentálisan is erős, hisz magában és korábban sok időt töltött egyedül. A történet főhőse Nada is pont ilyen személyiség, bár csavargóként él, de megvan benne az erő és az akarat. A filmben Los Angelesbe érkezik, és egy építkezésen megismerkedik Frankkel, aki szállást ad neki. A közeli templomban napszemüvegeket talál, melyen keresztül az igazi világot látja, és nem csak azt amit látni engednek neki. A filmben a két férfi küzdelmét láthatjuk, akik mindketten a társadalom legalján állnak, mégis szembeszállnak az idegenekkel az egész bolygó megmentéséért.

## Cselekmény
Egy munkanélküli, névtelen csavargó (a stáblistán "Nada" néven említik, ami spanyolul "semmit" jelent) Los Angelesbe érkezik munkát keresni. Az utcán meglát egy prédikátort, aki arra figyelmeztet, "ők" a szövetségeseikké tették a gazdag, befolyásos embereket és irányítják az emberiséget. Nada egy építkezésen talál munkát és összebarátkozik Frank nevű kollégájával. Frank meghívja őt egy bádogvárosba, ahol  lemezekből és kartondobozokból összetákolt házakban laknak az emberek. Az összetákolt települést és annak ingyenkonyháját egy Gilbert nevű férfi vezeti.
Aznap éjjel hackerek veszik át a televíziós adások irányítását: állításuk szerint tudósok felfedeztek olyan jeleket, melyek rabszolgasorba taszítják a lakosságot, álomszerű állapotba juttatva őket. Egyedül a jelforrás elpusztítása állíthatja meg ezt. A sugárzott műsor nézői fejfájásról panaszkodnak. Nada titokban követni kezdi Gilbertet és a prédikátort a helyi templomba. Itt felfedez egy gyűlést, melyen a tévében látott hacker is részt vesz. A templomban tudományos berendezéseket és kartondobozokat is észrevesz. A vak prédikátor rátalál Nadára, de ő el tud menekülni az épületből.
A bádogvárost és a templomot ugyanazon az éjjelen egy rendőri razzia rombolja le, mialatt a rohamrendőrök megverik a hackert és a prédikátort. Másnap Nada elhoz a templomból egy kartondobozt, kivesz belőle egy napszemüveget, a többit pedig elrejti egy szemetes konténerben. Nada felfedezi: a napszemüveget viselve fekete-fehérben látja a világot, tele szubliminális üzenetekkel: „Ne gondolkodj!” „Nézz TV-t” „Engedelmeskedj” „Ne legyenek kérdéseid”  „Hódolj” „Ne ébredj fel” „Házasodj és szaporodj”. A szemüveggel azt is felfedezi, hogy látszólag hétköznapi emberek valójában földönkívüli lények, koponyaszerű arccal.

A napszemüvegen keresztül láthatóvá válik, hogy nem mindenki ember, aki annak látszik, vannak köztük idegenek is, akik már megszállták és irányítják az emberiséget

Nada egy szupermarketben kötekedni kezd egy földönkívüli nővel, aki karóraszerű eszközével riasztja idegen fajtársait. Két, valójában idegen rendőr rátámad Nadára, de ő lelövi őket és ellopja fegyvereiket. Egy bankba belépve további idegen lényekkel végez, majd az 54-es csatorna alkalmazottját, Holly Thompsont túszul ejtve elmenekül a nő házába. Holly otthonában Nada rá akarja venni túszát, próbálja fel a napszemüveget, de a nő kilöki őt az ablakon és értesíti a rendőrséget.
Másnap Nada visszatér a sikátorba és megszerzi a maradék napszemüvegeket. Frank elhozza neki fizetési csekkjét. Nada rá akarja adni napszemüvegét, hogy volt kollégája is lássa a valóságot, de az megtagadja – Nadát őrült sorozatgyilkosnak hiszi. Egy hosszú, brutális verekedés után Nadának sikerült ráadnia a kimerült Frankre a szemüveget. Az idegeneket és egy repülő csészealjat látva Frank immár hisz társának és együtt rejtőznek el.
Gilbert elvezeti őket egy földönkívüli-ellenes gyűlésre. A találkozón a szemüvegek helyett kontaktlencséket kapnak és megtudják, az idegenek a globális felmelegedéssel akarják a Földet saját bolygójukhoz hasonlatossá tenni, miközben kizsákmányolják annak erőforrásait is. Az idegenek számos embert is megvesztegettek és együttműködésükért cserébe hatalmi helyzetbe juttattak. Holly megérkezik a gyűlésre és bocsánatot kér Nadától. A rendőrség razziát tart a gyűlésen, a résztvevők többségét lelövik, a túlélők szétszélednek. Nada és Frank sarokba szorul, de véletlenül aktiválnak egy idegen karórát és egy megnyíló dimenziókapun át elmenekülnek.
A portál az idegenek űrhajójára juttatja őket, itt felfedeznek egy partit, melyen az idegenek és emberi segítőik a "terroristák" feletti győzelmüket ünneplik. A bádogvárosban korábban megismert csavargó, aki szintén kollaboráns, felismeri és körbevezeti őket a helyszínen. Eljutnak az 54-es csatorna alagsorába, a jeladás forrásához, melyet fegyveres őrök védnek. Nada és Frank ismét találkozik Hollyval, együttes erővel átverekszik magukat az őrökön és a tetőre sietnek, ahol a jeladó sugározza az embereket manipuláló adást. Holly, aki valójában mindvégig az idegenek oldalán állt, megöli Franket. Nada végez a nővel és elpusztítja a jeladót, de közben egy helikopterből halálos lövéseket kap. Nada a középső ujját mutatja a földönkívülieknek, majd belehal sérüléseibe.
A jeladó megsemmisülésével az emberek a Föld minden pontján elkezdenek felébredni és felfedezni a közöttük rejtőzködő idegeneket.

## Szereplők
| Szerep                    | Színész             | Magyar hang        |
| ------------------------- | ------------------- | ------------------ |
| Nada                      | Roddy Piper         | Dózsa Zoltán       |
| Frank                     | Keith David         | Papp Dániel        |
| Holly Thompson            | Meg Foster          | Menszátor Magdolna |
| Drifter, átálló ellenálló | George Buck Flower  | Lázár Sándor       |
| Gilbert                   | Peter Jason         | Cs. Németh Lajos   |
| Utcai prédikátor          | Raymond St. Jacques | Várday Zoltán      |
| Családapa                 | Jason Robards III   | Bicskey Lukács     |
| Szakállas férfi           | John Lawrence       | Kardos Gábor       |

## Érdekességek

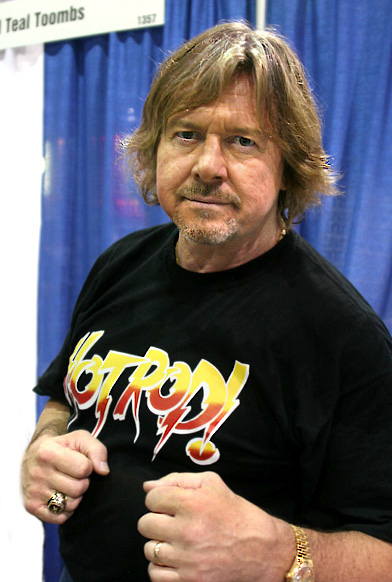
Roddy Piper, pólóján Hot Rod felirattal ami egyik pankrátoros beceneve

- Amikor megsemmisül a jeladó épp a TV-ben nyilatkozik egy földönkívüli, miszerint sok az erőszak és a szex a TV képernyőin. És elege van az olyan rendezőkből, mint George A. Romero vagy John Carpenter.
- Roddy Piper gyerekkorát félig az utcán töltötte, így már fiatalon megtapasztalta milyen hajlék nélkül élni.
- Piper híres pankrátor volt, számos címet nyert,  és verekedett többek között Mr. T-vel, Hulk Hogannel és sok más híres pankrátorral. Az utolsó meccsén a Michigani Silverdomeban verekedett ott volt John Carpenter is. A meccs végén a híres rendező felkereste és elmondta neki hogy pont egy ilyen karakterre van szüksége mint Ő.

## Filmzene
John Carpenter és Alan Howarth szerezte a film zenéit. Az Electric Melody Studiosban vették fel a zenéket ami californiai Glendaleben található.
1. Coming To L.A.
2. A Message
3. The Seige of Justiceville
4. Return To Church
5. All Out Of Bubble Gum
6. Back To The Street
7. Kidnapped
8. Transient Hotel
9. Underground
10. Wake Up